# Michail Golitsyn
Michail Michajlovitj Golitsyn (ryska Михаил Михайлович Голицын), född 1 november (g.s.) 1675, död 10 december (g.s.) 1730, var en rysk militär och ämbetsman. Han var en av Peter den stores mest betrodda medhjälpare och Finlands guvernör under Stora ofreden.

## Biografi
Golitsyn var ättling till den litauiske fursten Gediminas. Han föddes i slutet av tsar Aleksej Michajlovitjs regeringstid, och var son till Michail Andrejevitj Golitsyn, som tillhörde en bojarfamilj i staden Kursk.
I tolvårsåldern, då med titeln stolnik vid det ryska hovet, började han tjänstgöra i den unge tsar Peter I:s "låtsasarmé" som trumslagare i Preobrazjenskijregementet. År 1694 blev han befordrad till sin första officerstitel då han tilldelades rangen som fänrik. I fälttågen mot Azov upphöjdes han till löjtnant. År 1698 var han under Gordons och Sjeins kommando med och slog ned streltserregementenas uppror vid klostret i Voskresensk. Året därpå följde han som kapten med i tsar Peters ryska eskader på hans sjöexpedition på Azovska sjön.

### Stora nordiska kriget fram till Perevolotjna
I början av Stora nordiska kriget befann sig Golitsyn vid armén och blev sårad vid Narva då han med det ryska gardet försvarade sig mot den svenska arméns anfall på den högra flygeln. Som underöverste ledde han en enhet ur Semjonovskijregementet vid stormningen av fästningen Nöteborg den 12 oktober 1702. Svenskarna försvarade sig och slog tillbaka ryssarnas anfallande kolonner. Tsar Peter I, som började tvivla på möjligheten att inta fästningen, hade redan skickat order om en reträtt, men Golitsyn såg till att alla båtar utmed Nevas strand lossades och flöt iväg, för att soldaterna inte skulle tänka på flykt och ledde dem till en ny stormning. Nöteborg intogs efter en 13 timmar lång och blodig strid. För detta belönades fursten med egendomar, en medalj av guld samt en titel som överste för livgardet inom Semjonovskijregementet, en titel som vanligtvis endast tilldelades medlemmar ur det styrande tsarhuset. Golitsyn utmärkte sig även vid belägringen av Nyenskans 1703, vid stormningarna av Narva (1704) och Mitau (ry. Mitava) (1706). Redan påföljande år blev han befälhavare för en division och fick generalmajors grad.
30 augusti 1708 ledde Golitsyn en rysk styrka i slaget vid Malatitze mot en svensk enhet ledd av general Roos. Ett försök till överraskning misslyckades och slaget blev en svensk seger utan större konsekvenser. På själva slagfältet belönade tsar Peter I Golitsyn med den Helige Andrejs orden. Den 28 september i slaget vid Lesnaja bidrog Golytsin via sitt agerande till den ryska segern, varpå Peter I som hade sett Golitsyn på slagfältet upphöjde honom till generallöjtnant och belönade honom med sitt porträtt med diamanter.
I slaget vid Poltava förde fursten  befäl över gardet, och sedan tillsammans med Mensjikov samt Bauers och Volkonskijs kavalleriregementen förföljde den retirerande svenska armén och tvingade den att ge upp vid Perevolotjna. Trots bristen på soldater krävde han  att Lewenhaupt skulle kapitulera. I detta ögonblick hann Mensjikovs styrka fram och 12 000 svenskar lade ner sina vapen.

### Senare delen av Stora nordiska kriget
Året efter Poltava var Goltsyn med bland dem som belägrade och intog fästningen Viborg, och ytterligare ett år efteråt, (1711), deltog han i fälttåget mot Prut, vilket så när hade slutat med en tragedi för den ryska armén, och var en av de första som på krigsrådet uttalade sig mot en kapitulation till turkarna, som hade belägrat det ryska lägret.
Enligt Peter den stores projekt var det tänkt att Golitsyn skulle delta i Ingermanlandskijkårens operationer mot svenskarna i Finland. Han blev generalamiralen Fjodor Apraksins närmaste medhjälpare. I maj månad anlände han till Sankt Petersburg och övertog kommandot över fältarmén. Tillsammans med Apraksin och andra befälhavare utarbetade han och satte i verket ett regelverk för fälttågstjänsten, lägrens organisation, bevakningstjänsten, diversioner samt galärflottans aktioner.
Från och med 1714 övertog Golitsyn befälet över den ryska armén i södra Finland. Den 19 februari mötte hans kår på 8 500 man en svensk enhet under general Armfeldt vid byn Storkyro (ry. Lappola, fi. Nappo). Svenskarna hade valt en fördelaktig ställning och när fursten ledde sin styrka i strid, var svenskarna först med att avlossa en salva mot ryssarna och gick sedan över till bajonettanfall. Ryssarna öppnade en mördande eld och gick till motattack. Två gånger kastade Armfeldt tillbaka det ryska infanteriet, men när fyra avsuttna dragonregementen slog till i ryggen på den svenska ställningens center flydde svenskarna. Svenskarna förlorade över 5 000 döda. "En så rapp och hård eldgivning mot mig har jag aldrig varit med om. Men med Guds hjälp och hans höga kejserliga majestäts lycka vann vi en viktoria över fienden..." - skrev Golitsyn till Apraksin. För denna seger belönade Peter den store Michail Michajlovitj Golitsyn med att upphöja honom till general en chef.
27 juli deltog Golitsyn i sjöslaget vid Hangö udd, där ryssarna under generalamiralen Apraksins och självaste tsar Peters ledning besegrade amiral Wattrangs svenska eskader. Som en följd av segrarna på land och till sjöss befann sig nu Finland helt under Rysslands kontroll. Golitsyn skötte till en början civilförvaltningen i Finland och uppges ha varit "mild och rättrådig mot invånarna och på allt sätt sökt mildra deras lidande". Därför kallade hans landsmän honom för "finnarnas gud".
Exakt sex år senare, 1720, på årsdagen av slaget vid Hangö udd ägde ett sjöslag rum vid ön Granhamn (slaget vid Föglöfjärden, ry. Grengam). Den svenska eskadern (ett linjeskepp, fyra fregatter) under vice-amiral Sjöblad mötte Golitsyns ryska roddflotta (61 galärer). Trots stora förluster räknade ryssarna detta slag som en seger (svenskarna räknade i sin tur detta slag som en svensk seger med anledning av de ryska förlusterna). Peter den store skänkte en värja och en stav dekorerade med diamanter "för hans förtjänstfulla flit och gott ledarskap". När Peter den store efter det Stora nordiska kriget företog ett fälttåg till Persien, stannade Golitsyn kvar som befälhavare över armén i Sankt Petersburg, och från 1723 förde han befäl över armén i Lillryssland (en del av dagens Ukraina).
Efter Peter den stores död utnämnde Katarina I Golitsyn den 21 maj 1725 till generalfältmarskalk. Redan under Peter den stores levnadstid blev han senator och medlem i Högsta Hemliga Rådet och president i Krigskollegiet.

## Utmärkelser
Asteroiden 7161 Golitsyn är uppkallad efter honom.